# Nobile silenzio
Nobile silenzio è un termine attribuito a Gautama Buddha, per come avrebbe reagito a certe domande intorno alla realtà. Un esempio del genere è stato quando gli furono poste le quattordici domande cui non si può rispondere. In situazioni simili spesso reagiva a descrizioni della realtà basate su antinomie dicendo che entrambe le opzioni antitetiche offertegli erano inappropriate.
Questo atteggiamento non indica misologia o disdegno della filosofia da parte di Buddha. Piuttosto, suggerisce che egli non ritenesse che queste domande fossero in grado di condurre a vera conoscenza. La genesi dipendente è uno dei più grandi contributi di Buddha alla filosofia e fornisce una cornice all'analisi della realtà che non è basata su assunti metafisici riguardanti l'esistenza o inesistenza, ma si fonda invece sulla diretta cognizione dei fenomeni come sono presentati alla mente. Ciò modella e sostiene l'approccio buddista alla liberazione attraverso la pratica etica e meditativa conosciuta come Nobile Ottuplice Sentiero.

## Canone pāli
Generalmente si pensa al silenzio come qualcosa di osservabile all'esterno di una persona, uno stato esteriore, se stia parlando o no, ma nel canone pāli nobile è uno stato interiore sinonimo di jhana.
"Ma cos'è il nobile silenzio?" Allora mi è venuto in mente il pensiero, "È il caso di un monaco, che avendo soppresso pensieri e valutazioni dirette, entra e rimane nel secondo jhāna: estasi e piacere nati dalla concentrazione, unità di consapevolezza libera da pensieri e valutazioni dirette — intima certezza. Questo si chiama nobile silenzio."
Degli otto jhana, il secondo si raggiunge quando il dialogo interno s'interrompe durante la meditazione.